# Clotilde García del Castillo
Clotilde García del Castillo (Valencia, 5 gennaio 1865 – Madrid, 5 gennaio 1929) fu moglie e musa del pittore spagnolo Joaquín Sorolla Bastida, e si deve a lei la creazione in Madrid del Museo Sorolla..

## Biografia
Nacque nella città spagnola di Valencia, figlia di Antonio García Peris, noto fotografo e pittore valenciano, e di Clotilde del Castillo; aveva un fratello (Juan Antonio) e quattro sorelle.
Juan Antonio García del Castillo studiò nella Scuola di Belle Arti di Valencia insieme a Joaquín Sorolla, con il quale instaurò una stretta amicizia.
Fu questa amicizia che fece conoscere già da giovane Sorolla, che inoltre lavorò per il padre di lei nel suo studio di fotografo.

### Matrimonio con Joaquín Sorolla

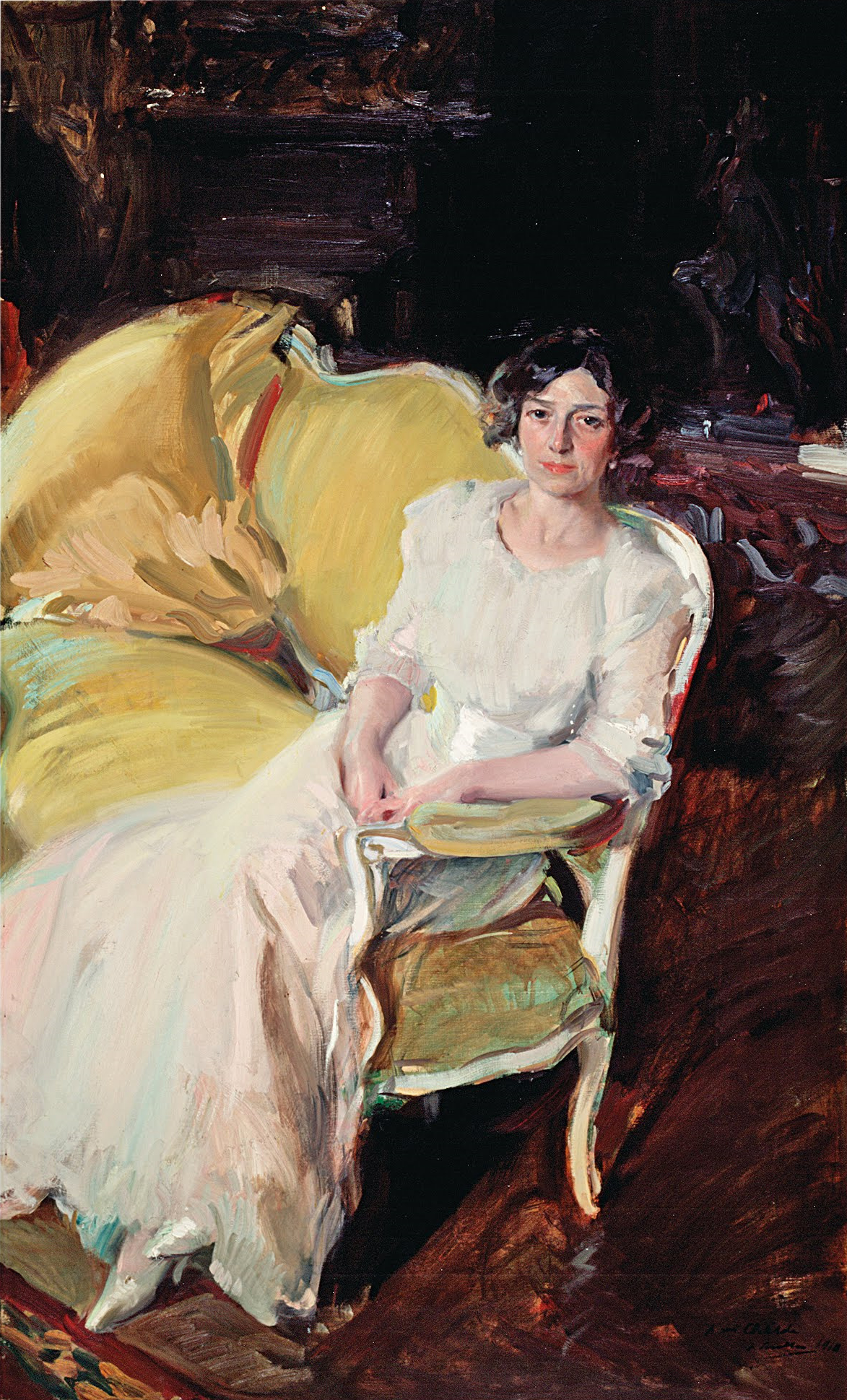
Clotilde seduta su un sofà; Joaquín Sorolla: olio su tela (1910)

Clotilde García del Castillo sposò Joaquín Sorolla l'8 settembre 1888  nella chiesa dei Santi Martino e Antonio a Valencia. Si stabilirono in Italia, nella città di Assisi.
Al loro rientro in Spagna stabilirono la loro residenza a Madrid, in Plaza del Progreso, per dar maggior rilevanza alla pittura di Sorolla.
Il matrimonio non aveva sofferto di alcuna separazione fino a quel momento, ma nel 1890 nacque la loro prima figlia, María Clotilde. Mentre trascorrevano le feste per la nascita insieme alla famiglia di Clotilde a Valencia, la piccola si ammalò e Clotilde rimase a casa di suo padre, mentre il pittore tornava a Madrid.
Nel novembre 1892 nacque a Valencia il secondo figlio, Joaquín. E nuovamente la coppia si separò temporaneamente e per motivi di lavoro di Sorolla. Così tra le nascite e le frequenti malattie dei piccoli, Clotilde rimaneva a lungo a Valencia, dove poteva contare sull'aiuto della famiglia, mentre Joaquín rientrava a Madrid per svolgere la sua attività.
Durante queste permanenze a Valencia Joaquín dipinse diversi quadri, come La vuelta de la pesca (Il ritorno dalla pesca) ed E poi dicono che il pesce è caro! nel 1894. Durante i frequenti periodi di separazione l'artista scriveva lettere alla moglie che oggi fanno parte dell'esposizione nel suo museo e dalle quali si comprende come l'amore per la moglie era importante per lui come la sua attività di pittore e il relativo successo.
Nel 1895 nacque, ancora a Valencia, la terza figlia, Elena. Sorolla si trovava in quel momento a Parigi e al suo ritorno dipinse il quadro Madre, che terminò nel 1900. Nel 1902 firmò il Nudo di donna (Desnudo de mujer), con una modella presa di schiena che ricorda il corpo di Clotilde.

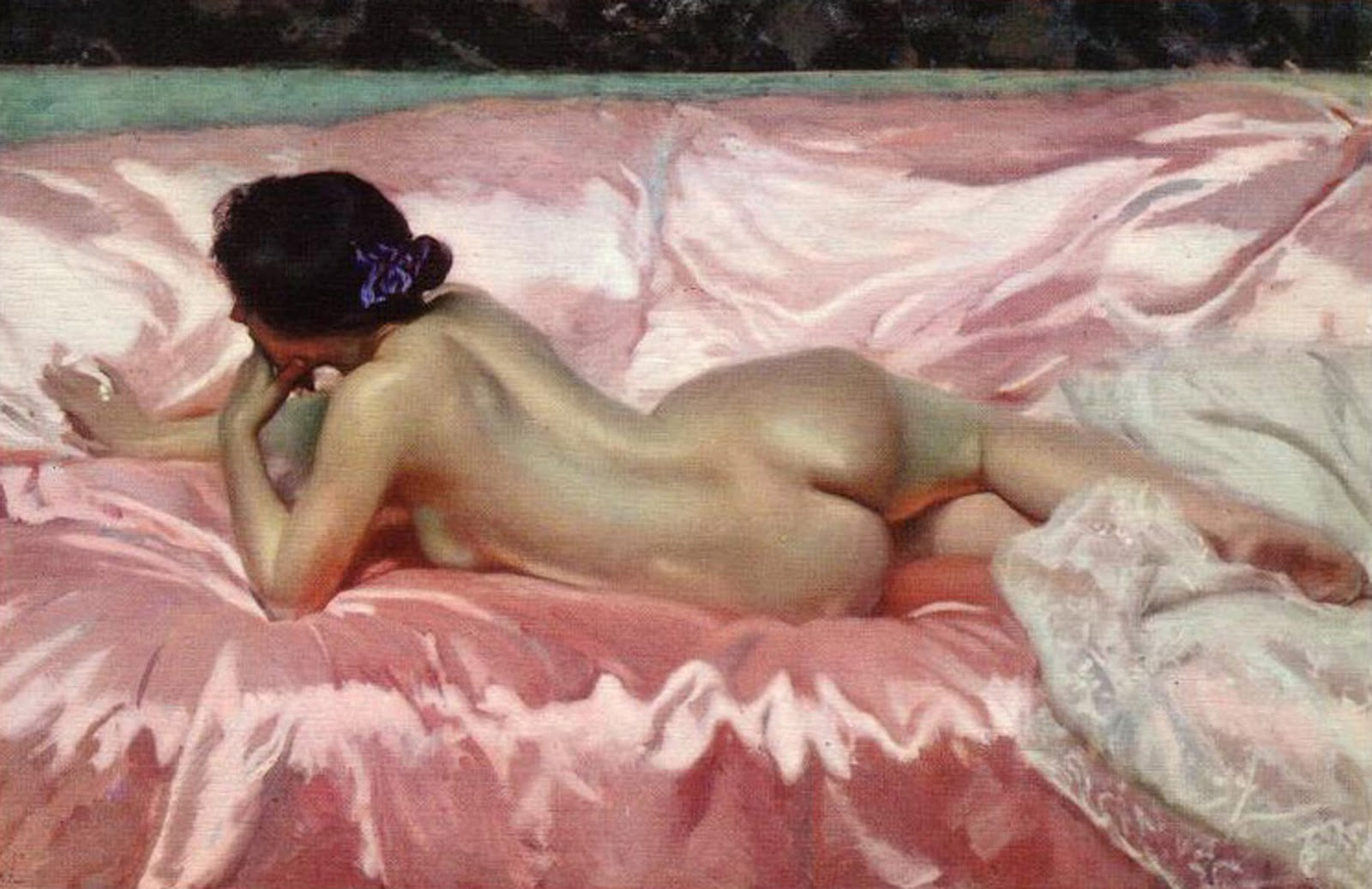
Nudo di donna (1902), di Joaquín Sorolla, possibile ritratto di Clotilde, dipinto durante il suo periodo di culmine.

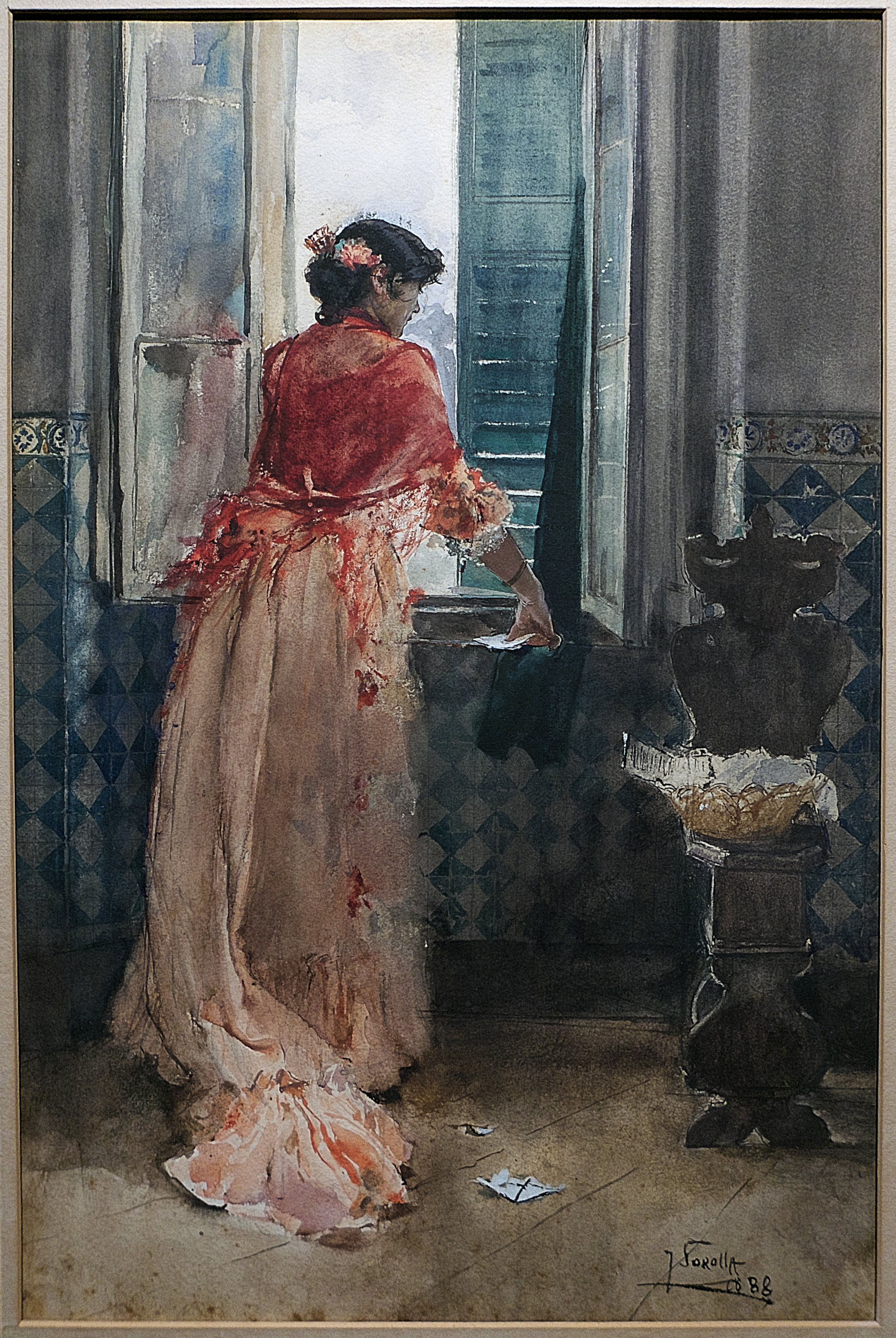
Clotilde alla finestra (1888)

Nel 1904 la famiglia si trasferì in una casa con giardino in calle Miguel Ángel di Madrid. In questo periodo Clotilde aveva già incominciato a prendere le redini dell'amministrazione, non solo della casa, ma anche dell'attività del marito. Ella gli organizzava le esposizioni, teneva la contabilità della sua attività lavorativa, ecc. Organizzò la prima mostra individuale di Sorolla a Parigi.
Nel 1907, fu diagnosticata alla piccola María Clotilde Sorolla una forma di tubercolosi. Clotilde e i bambini si trasferirono temporaneamente a El Pardo. Questo trasferimento e le cure richieste per la figlia fecero sì che Clotilde non potesse più aiutare l'organizzazione della seconda esposizione individuale di Sorolla, che ebbe luogo a Berlino, Düsseldorf e Colonia e che non ottenne il successo previsto.
Nel 1909, Clotilde, insieme a tutta la famiglia, andó a New York per l'esposizione con la quale s'inaugurava la Hispanic Society of America sotto gli auspici di Archer Milton Huntington.
Questo andirivieni di tutta la famiglia in diverse località, tanto in Spagna come all'estero, si ripeteva frequentemente, una volta per ultimare i preparativi di nuove esposizioni, un'altra per rimanere a fianco dell'artista mentre preparava i quadri delle sue prossime esposizioni.
Mentre a Madrid iniziavano i lavori della nuova abitazione, questa volta nella calle General Martínez Campos, che poi diventerà la sede dell'attuale Museo Sorolla.
Nel 1911 Clotilde andò con suo marito a Chicago e Saint Louis per presentare l'esposizione Joaquín Sorolla y Bastida.
Nel 1913, il figlio Joaquín, che studiava a Londra, ebbe un incidente di motocicletta e Clotilde, accompagnata dalla figlia Elena, andò nella capitale inglese per curarlo.
Negli anni successivi seguirono trasferimenti e viaggi in diverse località e nel frattempo vi furono le nozze della figlia Maria con Francisco Pons Arnau, un pittore che lavorava nello studio di Joaquín Sorolla. Poco dopo la madre di Clotilde si ammalò e morì, per cui i Sorolla si trasferirono per un certo periodo a Valencia da Siviglia, dove si erano trasferiti per motivi di lavoro del marito Joaquín Sorolla.
Nel 1918 morì il padre di Clotilde e due anni dopo, Sorolla fu colpito da emiplegia mentre dipingeva il ritratto della moglie di Ramón Pérez de Ayala. Clotilde si precipitò a casa presso il marito, mentre suo figlio Joaquín s'incaricava della preparazione della mostra successiva prevista a New York.

Clotilde, insieme al marito, si trasferì a Cercedilla, dove il pittore avrebbe potuto recuperare meglio, ma questi morì tre anni dopo.

### Vedovanza
Dopo la morte di Sorolla, Clotilde continuò la sua attività di amministratrice delle opere del marito.
Clotilde fu la grande ispiratrice di Sorolla e attraverso i quadri che dipinse, l'artista rifletteva la sua vita famigliare e anche il mondo elegante della borghesia. Clotilde fu per il marito, oltre che moglie e madre dei suoi figli, sinonimo di eleganza e classe.
Dopo la morte del marito, Clotilde decise di cedere le opere di Sorolla e la sua casa allo Stato spagnolo. In questo modo trasformò Sorolla in un bene nazionale e la sua famiglia nei suoi primi benefattori. Inoltre con il suo impegno fece in modo che anche i suoi figli cedessero allo Stato i quadri del padre in loro possesso.